# Клоуз, Айви
Айви Лилиан Клоуз (англ. Ivy Lilian Close, 15 июня 1890, Стоктон-он-Тис, Великобритания — 4 декабря 1968, Горинг-он-Темс, Великобритания) — британская актриса.

## Биография
Клоуз родилась 15 июня 1890 года в Стоктон-он-Тис, графство Дарем, в семье Эммы Блэкберн и Джона Роберта Клоуз. В 1908 году она победила в конкурсе красоты, проводимом таблоидом «Daily Mirror». На конкурсе она познакомилась с фотографом Элвином Нимом, за которого спустя два года вышла замуж. В браке родились двое детей — Рональд Ним и Дерек Ним.
Её кинокарьера в немом кино началась в 1912 году, а через два года Клоуз, вместе с мужем, основала кинокомпанию «Ivy Close Films». В 1916 году она переехала в Нью-Йорк, где снялась в десятке фильмов на студии «Kalem Company». После возвращения в Великобританию она продолжила получать новые роли на большом экране, однако, с появлением звукового кино, её карьера пошла на спад, поскольку её английский акцент сочли неподходящим для американской аудитории.
В 1923 году в автокатастрофе погиб её супруг, оставив её без денег и с двумя детьми на иждивении. В 1938 году Клоуз вышла замуж за австралийского каскадера и гримера Керли Бэтсона, брак с которым продлился до его смерти в 1957 году. Последние годы актриса провела в доме престарелых в деревне Горинг-он-Темс рядом с Лондоном, где скончалась 4 декабря 1968 года в возрасте 78 лет. Её правнук Гарет Ним, продюсер «Аббатства Даунтон», упомянул её в одном из эпизодов сериала.